# مجتمع مسکونی شهرک آزادگان
مجتمع مسکونی شهرک آزادگان یک منطقهٔ مسکونی در ایران است که در دهستان ناتل‌کنار علیا، بخش مرکزی شهرستان نور در استان مازندران واقع شده‌است. مجتمع مسکونی شهرک آزادگان ۴۵۲ (۱۳۱ خانوار) نفر جمعیت دارد.